# Cyrtonops punctipennis
Cyrtonops punctipennis is een keversoort uit de familie Disteniidae. De wetenschappelijke naam van de soort is voor het eerst geldig gepubliceerd in 1853 door White.